# Кристобаль Хунта

Кристобаль Хунта (иллюстрация Е. Т. Мигунова к повести «Понедельник начинается в субботу»)

Кристо́баль Хозе́вич Ху́нта — персонаж книг «Понедельник начинается в субботу» и «Сказка о Тройке» (Аркадий и Борис Стругацкие). Заведующий отделом Смысла Жизни в НИИЧАВО, доктор самых неожиданных наук.

## Вымышленная биография
Кристобаль Хозевич Хунта, заведующий отделом Смысла Жизни, был человек замечательный, но, по-видимому, совершенно бессердечный. Некогда, в ранней молодости, он долго был Великим Инквизитором, но потом впал в ересь, хотя и по сию пору сохранил тогдашние замашки, весьма впрочем пригодившиеся ему, по слухам, во время борьбы против пятой колонны в Испании. Почти все свои неудобопонятные эксперименты он производил либо над собой, либо над своими сотрудниками, и об этом уже при мне возмущенно говорили на общем профсоюзном собрании. Занимался он изучением смысла жизни, но продвинулся пока не очень далеко, хотя и получил интересные результаты, доказав, например, теоретически, что смерть отнюдь не является непременным атрибутом жизни. По поводу этого последнего открытия тоже возмущались — на философском семинаре. В кабинет к себе он почти никого не пускал, и по институту ходили смутные слухи, что там масса интересных вещей. Рассказывали, что в углу кабинета стоит великолепно выполненное чучело одного старинного знакомого Кристобаля Хозевича, штандартенфюрера СС, в полной парадной форме, с моноклем, кортиком, железным крестом, дубовыми листьями и прочими причиндалами. Хунта был великолепным таксидермистом. Штандартенфюрер, по словам Кристобаля Хозевича, — тоже. Но Кристобаль Хозевич успел раньше. Он любил успевать раньше — всегда и во всем. Не чужд ему был и некоторый скептицизм. В одной из его лабораторий висел огромный плакат: «Нужны ли мы нам?» Очень незаурядный человек. — Аркадий Натанович Стругацкий; Борис Натанович Стругацкий. Том 3. 1961-1963 (Kindle Locations 12399-12417). Сталкер. Kindle Edition.
Один из корифеев, бывший великий инквизитор. Его имя нарицательно («Ты не Кристобаль Хунта, да и я тоже», ПНВС). Но, в отличие от так же нарицательного имени профессора Выбегалло, имя Кристобаля Хозевича — высшая оценка профессионализма и мастерства. «Гладкая кожа, изящество, стройность» (ПНВС) — это о нём в первую очередь.
Человек замечательный, но совершенно бессердечный; обладает философским складом ума, не терпит благотворительности, поэтому чрезвычайно объективен; по-русски пишет готическими буквами, отчего его почерк неудобочитаем; имеет особенность называть людей на испанский манер: Теодор (Фёдор Симеонович), Алехандро (Саша Привалов), что придает его и без того всегда изящной речи особенный колорит. Во всём его образе ощущается Испания, с почти болезненным чувством достоинства и чести, со странным соседством хладнокровия и горячности.
В первой повести есть и другие сведения о его прошлом: так, он жил ещё во времена Карла Великого, для которого раздобыл «китайского, натасканного на мавров, дракона», но узнал, что король собирается воевать не с арабами, а с «соплеменными басками» (здесь Стругацкие воспроизводят действительное положение дел вопреки версии «Песни о Роланде»), «рассвирепел и дезертировал». А в переизданном в 2017 году издании ПНВС есть и такое упоминание, отсутствующее в прежних изданиях повести: «Это чрезвычайно напоминает ему [Хунте] саботаж, сообщил он, в Мадриде в 1936 году за такие действия он приказывал ставить к стенке».
В современном мире Кристобаль Хунта интересуется проблемами, для которых доказано отсутствие решения, что временами приводит к плачевным последствиям — таким, к примеру, как выход из строя вычислительной машины.

## Прочие использования образа
Ряд высказываний Кристобаля Хунты оказались запоминающимися и их используют в различных художественных и прикладных произведениях. В частности, таким оказалось рассуждение персонажа о том, что «бессмыслица — искать решение, если оно и так есть», в то время как настоящей проблемой будет — «как поступать с задачей, которая решения не имеет». В статье д. ф-м. н. Николая Николаевича Непейводы под названием «Методы Кристобаля Хунты» отмечается, что это только на олимпиадах и конкурсах все задачи заведомо разрешимы. В настоящей же жизни специалистам иногда приходится сталкиваться с заведомо неразрешимыми задачами, которые необходимо как-то решать. Эту же фразу использует Ник Перумов, когда объясняет мотивы своих поисков в областях философии, истории религии, мистических течений.
Эпизод с штандартенфюрером используется для проведения аналогий с политической борьбой.
Кристобаля Хунту, в его суждениях о том, что человеку криком можно нанести моральную травму, цитирует журнал «Семья и школа». Также на него ссылается журнал «Советская педагогика».
Также существует созданный Софьей Багдасаровой (Shakko) разбор образа и личности Кристобаля Хунты с целью реконструирования возможной (частично — фантазийной) биографии персонажа.

## В произведениях других писателей-фантастов
Кристобаль Хунта появляется в произведениях других писателей.
- В сборниках «Проводник отсюда»[7] и «„Л“ — значит люди»[8] Сергея Лукьяненко.
- В фэнтези «Ведьмы, Инкорпорейтед» Михаила Холодилина[9].